# Manuel Montt

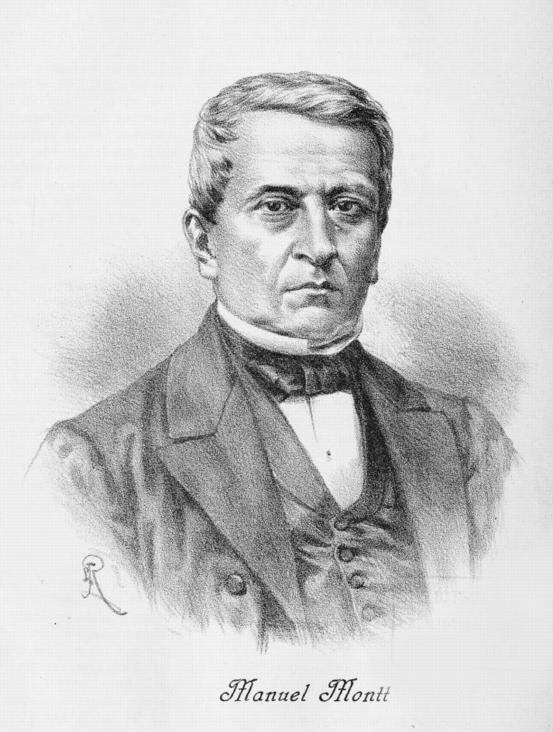
Manuel Montt Torres

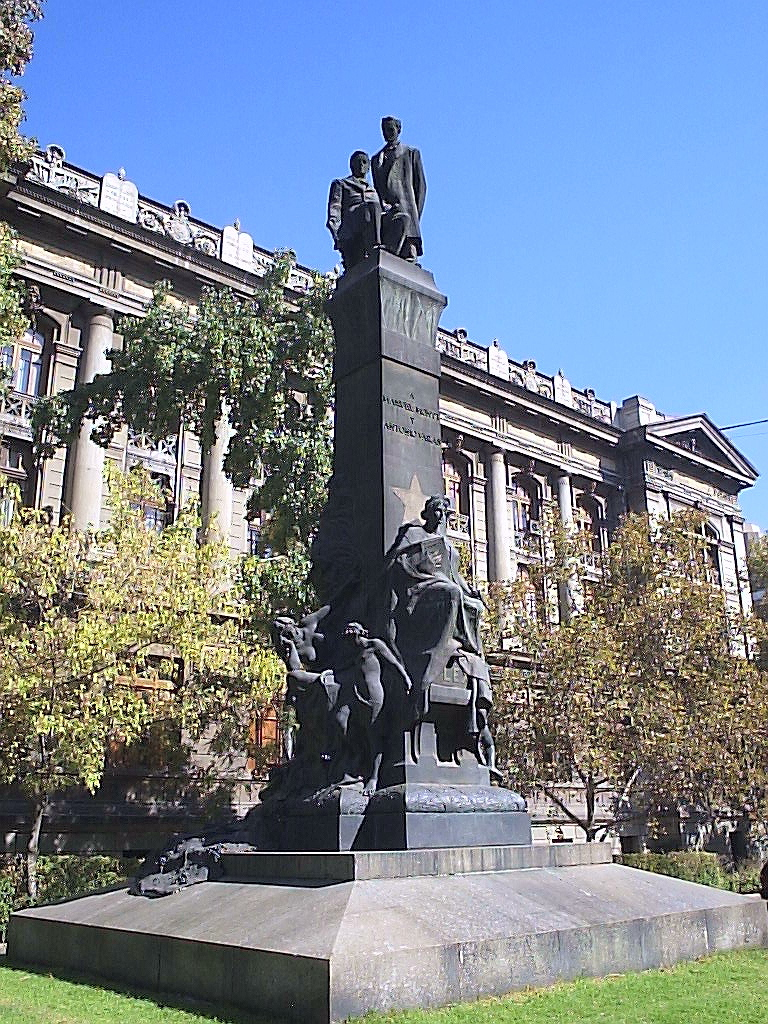
Denkmal Montts in Santiago

Manuel Francisco Antonio Julián Montt Torres (* 4. September 1809 (nach anderen Quellen 7. September) in Petorca, Generalkapitanat Chile; † 21. September 1880 in Santiago de Chile) war von 1851 bis 1861 Präsident von Chile.

## Leben
Manuel Montt wurde als Kind einer wohlhabenden Familie geboren, die ursprünglich aus Katalonien stammte. Sein Vater zählte zur Oberschicht der Provinz und hatte verschiedene Regierungsämter inne. Allerdings starb er, als Manuel Montt zwölf Jahre alt war, und mit seinem Tode verarmte die Familie schlagartig. Dennoch gelang es Manuel Montt, mit Hilfe eines Stipendiums und dem Geben von Nachhilfestunden Rechtswissenschaft in Santiago zu studieren. Danach schlug er zunächst eine akademische Laufbahn ein, die ihn 1835 als Rektor an die Spitze des Instituto Nacional führte.
1834 wurde Montt erstmals ins Abgeordnetenhaus gewählt, er machte eine steile politische Karriere, diente in verschiedenen Ministerien für die Präsidenten José Joaquín Prieto Vial und Manuel Bulnes Prieto, parallel dazu arbeitete er für das Parlament und als Rechtsanwalt. Im März 1841 – im Alter von 32 Jahren – wurde er zum Präsidenten des Obersten Gerichtshofes von Chile berufen.
Er heiratete im Jahre 1839 seine Cousine Rosario Montt Goyenechea, mit der er elf Kinder hatte, darunter den späteren chilenischen Präsidenten Pedro Montt Montt.
Präsident Bulnes berief Montt 1845 zum Minister für Inneres und Außenbeziehungen. Er bereitete in diesem Amt vor allem die geplante Kolonisierung des chilenischen Südens vor und befasste sich mit der wissenschaftlichen Erforschung der Atacama-Wüste. In dieser Zeit lernte er Antonio Varas kennen, mit dem er in den kommenden Jahren auf politischer Ebene intensiv und erfolgreich zusammenarbeitete.
1850 begannen in chilenischen Provinzstädten Aufstände loszubrechen, bei denen sich die regionale Führung der Provinzen gewaltsam gegen den zunehmenden Zentralismus aus der Hauptstadt zur Wehr setzte. Diesen starken zentralistisch ausgerichteten Staat verkörperte der ehrgeizige, effiziente Technokrat Montt wie kein anderer. Bei den Wahlen von 1851 siegte er als Präsidentschaftskandidat der Regierungskräfte mit 132 Stimmen gegen 29 für seinen föderalistischen Gegner, den General José María de la Cruz, den die Stadt Concepción aufgestellt hatte. Die Föderalisten witterten Betrug und erhoben sich mit Waffen gegen die Zentralregierung. Unter Führung von General Manuel Bulnes Prieto (der gerade seine Amtszeit als Präsident beendet hatte) zwangen die Regierungstruppen die Aufständischen am 14. Dezember 1851 nach harten Kämpfen zur Kapitulation.
Manuel Montt berief ein junges Kabinett von Vertrauten, darunter Antonio Varas als Innenminister. Die Regierung Montt verstand sich als Hüter der Ordnung und als Repräsentanten eines starken modernen Nationalstaats. So entstanden während seiner Präsidentschaft die Gemeindeordnung Chiles, die Ministerialordnung, ein Bürgerliches Gesetzbuch sowie Gesetze zur Regelung der Kapitalgesellschaften und der Banken. In diesem organisierenden und ordnenden Regierungs-Verständnis lag vor allem Konfliktstoff mit der katholischen Kirche, die eine sehr starke Machtstellung in Chile innehatte. Der Streit entzündete sich an der Frage, ob kirchliche oder zivile Gerichte für arbeitsrechtliche Prozesse der Kirche mit ihren Angestellten zuständig wären (so genannte „Küsterfrage“). Weiterer Zwist entstand, als die Regierung 1852 die Grenzen der (unter anderem für Personenstandsangelegenheiten zuständigen) Kirchenkreise neu definierte.
Wirtschaftlich war die Präsidentschaft Manuel Montts geprägt von einem Anstieg in Kupferproduktion und -export. Durch die Erlöse für die Staatskasse konnten etliche Schulen gebaut werden und – ein prestigeträchtiges Lieblingsprojekt Montts – die Sternwarte von Santiago eingerichtet werden. Der Kupferboom belebte aber vor allem die private Wirtschaft, enorme Vermögen entstanden bei den in- und ausländischen Minenbesitzern, neue Kapitalgesellschaften beherrschten den Markt, bauten sich eigene Häfen und Infrastruktureinrichtungen. Daneben wurde auch von staatlicher Seite der Schiffs- und Eisenbahnverkehr ausgebaut.
Die planmäßige Kolonisation des Südens setzte Montt während seiner Präsidentschaft in die Praxis um. So wurde Punta Arenas an der Magellanstraße wiederbesiedelt. Das Engagement des Präsidenten und seines Beraters drückt sich bis heute in der Namensgebung in Chiles Süden aus: Puerto Montt (dt.: Montt-Hafen), das Tor für den Schiffsverkehr in den Süden, und das nahegelegene Puerto Varas (das allerdings nur einen kleinen Hafen für den Binnensee aufweist) sind nach den beiden Politikern benannt.
1853 regelte ein Gesetz die Besteuerung von Grund und Boden neu, das den bis dahin üblich Zehnten (el diezmo) ablöste, außerdem erreichte die Bodenreform Montts, dass auch Teile von Großgrundbesitz verkauft werden durften, was bis dahin nicht möglich war, da die alte spanische Kolonialgesetzgebung, die dem Lehensgedanken verpflichtet war, auch im unabhängigen Chile fortdauerte.
Ohne Gegenkandidaten wurde Manuel Montt 1856 wiedergewählt, im folgenden Jahr kam es zu einem Konflikt um einen Minister mit dem Senat, der von konservativ-klerikalen Kräften dominiert war; erst mit einer überraschenden Rücktrittsdrohung des Präsidenten konnten die Senatoren zum Einlenken gebracht werden, indem sie einen neuen Kompromisskandidaten von Montt akzeptierten.
Dieser Streit ermutigte auch die föderalistisch-dezentralen Kräfte, ihren Widerstand zu erneuern: Im Januar 1859 brach in Copiapó ein Aufstand aus, den die Regierung binnen eines Jahres mit dem Belagerungszustand und Militärgewalt niederschlug. Insgesamt waren während der zehnjährigen Regierungszeit von Manuel Montt für vier Jahre und neun Monate die Bürgerrechte wegen innerer Unruhen außer Kraft gesetzt.
Im Jahre 1860 reagierte die Regierung auf die zahlreichen Aufstände gegen die Zentralgewalt zudem mit einem Gesetz, das im Falle eines Aufruhrs die Beteiligten nicht nur für die Schäden an privatem und öffentlichem Eigentum, sondern auch für die öffentlichen Aufwendungen zur Wiederherstellung der öffentlichen Ordnung haftbar machte. Zudem entzog ein weiteres Gesetz Soldaten und Polizisten das aktive Wahlrecht.
Zum Ende seiner Präsidentschaft 1861 war Manuel Montt erst 52 Jahre alt. Danach kehrte er als Präsident an den Obersten Gerichtshof in Santiago zurück. 1864 wurde er als chilenischer Vertreter zum Congreso Americano nach Peru entsandt. Die Insel Chiloé, vorgelagert vor dem Hafen von Puerto Montt, entsandte ihn ab 1876 zweimal in den Senat. In dieser Funktion als Senator starb Manuel Montt im September 1880.
| Personendaten    | Personendaten                                                                          |
| ---------------- | -------------------------------------------------------------------------------------- |
| NAME             | Montt, Manuel                                                                          |
| ALTERNATIVNAMEN  | Montt Torres, Manuel; Montt, Manuel Francisco Antonio Julián                           |
| KURZBESCHREIBUNG | chilenischer Politiker                                                                 |
| GEBURTSDATUM     | 4. September 1809 oder 7. September 1809                                               |
| GEBURTSORT       | Petorca, Intendencia de Santiago de Chile, Generalkapitanat Chile, Vizekönigreich Peru |
| STERBEDATUM      | 21. September 1880                                                                     |
| STERBEORT        | Santiago de Chile, Chile                                                               |